# Eagle (Alaska)
Eagle es una ciudad situada en el área censal de Southeast Fairbanks, Alaska (Estados Unidos). Según el censo de 2010 tenía una población de 86 habitantes. Se encuentra al este del estado, junto al territorio del Yukón (Canadá), sobre el curso medio-alto del río Yukón.

## Demografía

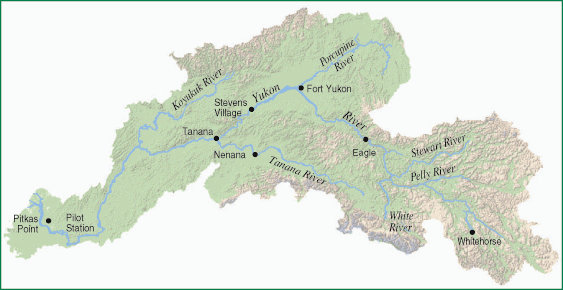
Mapa de la cuenca del río Yukón en el que se observa en su curso medio-alto, Eagle

Según el censo de 2010, Eagle tenía una población en la que el 90,7% eran blancos, 0,0% afroamericanos, 8,1% amerindios, 0,0% asiáticos, 0,0% isleños del Pacífico, el 0,0% de otras razas, y el 1,2% pertenecían a dos o más razas. Del total de la población el 0,0% eran hispanos o latinos de cualquier raza.

## Localidades adyacentes
El siguiente diagrama muestra a las localidades más próximas a Eagle.